# Zawadka (powiat nowosądecki)
Zawadka – wieś w Polsce położona w województwie małopolskim, w powiecie nowosądeckim, w gminie Łososina Dolna.
| SIMC    | Nazwa      | Rodzaj    |
| ------- | ---------- | --------- |
| 0448700 | Bucznik    | część wsi |
| 0448717 | Granica    | część wsi |
| 0448723 | Podchełmie | część wsi |
| 0448730 | Rozdziele  | część wsi |

W latach 1975–1998 miejscowość należała administracyjnie do województwa nowosądeckiego.

## Urodzeni w Zawadce
- Jan Józefowski